# Teddy Ruxpin
Teddy Ruxpin è un orsacchiotto parlante in tecnologia animatronica creato da Ken Forsse con la successiva assistenza di Larry Larsen e John Davies.

## Storia
Fu prodotto per la prima volta nel 1985 dalla manifattura di giocattoli Worlds of Wonder. Teddy muoveva gli occhi e la bocca rispondendo agli impulsi di un'audiocassetta infilata in un mangianastri presente sul suo retro. Fu prodotto anche un secondo pupazzo, chiamato Grubby (una sorta di millepiedi di peluche) che poteva connettersi a Teddy; ciò consentiva una (minima) interazione tra i due pupazzi. Oltre questi, fu prodotta una lunga serie di pupazzi non animati legati alle storie narrate da Teddy Ruxpin, come gli uccelli Fobs, lo yeti Wooly Whatsit, la malvagia lucertola Tweeg, il mostriciattolo L.B. Bounder.
Nel 1988 la World of Wonders, che aveva acquistato innumerevoli titoli spazzatura prima del lunedì nero del 1987, finì in bancarotta e nel 1991 fu liquidata.
La linea di giocattoli Teddy Ruxpin fu acquistata dalla Playskool, che la produsse fino al 1996 utilizzando un nuovo design implementato dalla WoW. Questo nuovo design era più piccolo ed utilizzava un nuovo tipo di audiocassette preregistrate, incompatibili con i normali registratori. Sfortunatamente, il nuovo meccanismo si mostrò più facile alla rottura.
Nel 1998, la Yes! Entertainment portò per la terza volta il pupazzo di Teddy Ruxpin nei negozi. Le dimensioni erano le stesse della versione Playskool, con la differenza che erano state ripristinate le audiocassette standard. Questa produzione ebbe tuttavia vita breve, a causa di difficoltà finanziarie e controversie sui diritti.
Nel 2005 la Backpack Toys annunciò una quarta versione di Teddy Ruxpin, che rimpiazzava le audiocassette con supporti elettronici digitali.
Nel 2017 la Wicked Cool Toys ha immesso sul mercato statunitense la quinta versione di Teddy Ruxpin. Per la prima volta gli occhi non sono più mossi da servomotori ma sono sostituiti da schermi a cristalli liquidi che mostrano non solo il "movimento" (ora simulato a video e non più fisico) degli occhi, ma anche le "emozioni" (occhi a forma di cuore per l'amore, di fiocco di neve per il freddo, ecc.). La bocca invece funziona come in tutte le versioni successive alla prima (e anche nelle ultime revisioni della prima versione, la cosiddetta "terza generazione WoW"), cioè con un unico motore per entrambe le due metà della bocca (in origine, nelle prime due revisioni della prima versione del 1985, a gestire la bocca erano invece due motori separati, che in alcuni casi -sbadigli, smorfie ecc.- non si muovevano in contemporanea; Grubby, che funzionava solo collegato alla versione del 1985, non ha avuto questo cambiamento e tutte le versioni esistenti di Grubby hanno tre motori, uno per gli occhi e due per la bocca). Anche i libri sono stati sostituiti da copie digitali che si possono seguire (solo in associazione via  Bluetooth a Teddy Ruxpin) su cellulari o tablet con sistema operativo iOS o Android. L'applicazione di gestione è disponibile gratuitamente sui rispettivi store dei sistemi operativi includendo tre storie (altre vanno acquistate a parte digitalmente). Questa versione del pupazzo (solo in lingua inglese) è tuttora disponibile in vendita (negli Stati Uniti, oppure online).

## Funzionamento
Mentre una normale audiocassetta è disegnata per la registrazione stereofonica, con due distinte tracce su entrambi i lati per gli altoparlanti sinistro e destro, una cassetta di Teddy Ruxpin utilizzava le due tracce in maniera diversa: la sinistra conteneva l'audio, la destra i movimenti del giocattolo. Un foro speciale in cima alla cassetta avvertiva l'orsacchiotto che la traccia destra conteneva i dati del movimento. Se il foro non era presente, o era otturato, il mangianastri interpretava la traccia destra come quella di una normale audiocassetta, causando nella prima versione dei movimenti casuali, non essendo esso predisposto a tradurre in movimento i normali livelli audio di un audiolibro. Nelle generazioni successive, col registratore in plastica, fu inserito un interruttore in corrispondenza dei buchi, che, se non presenti nella cassetta, inibivano il movimento del giocattolo.
I dati di movimento di Teddy Ruxpin sono codificati in una serie di impulsi rapidi conosciuti come pulse-position modulation. La traccia contiene gruppi continui di nove impulsi separati da un silenzio. Lo spazio tra un impulso e l'altro, e la lunghezza di ogni spazio, determina la posizione dell'occhio di Teddy e della sua mascella superiore e inferiore. Se la cassetta è fatta girare su un normale mangianastri, uno dei due altoparlanti dell'apparecchio leggerà la traccia audio, mentre l'altra lancerà un forte ronzio (il ronzio è appunto la modulazione del movimento predisposta per il giocattolo).
Uno degli slot è poi predisposto per girare l'audio al pupazzo di Grubby, se esso è collegato a quello di Teddy, e si attiva solo nelle parti del dialogo in cui a parlare è Grubby. Se Grubby non è attaccato, l'audio passa attraverso Teddy.
Sistemi analoghi a questo sono adottati anche per le versioni successive (versione Playskool/Piccoli WOW, versione Yes! Entertainment e versione Backpack). Le ultime due versioni qui elencate non sono mai state in vendita con le storie in italiano.

## Serie animata
Il successo dei giocattoli di Teddy Ruxpin ha portato nella seconda metà degli anni ottanta alla creazione di una serie di cartoni animati, Le avventure di Teddy Ruxpin, basate sulle storie narrate dallo stesso giocattolo.